# Sólyomformák

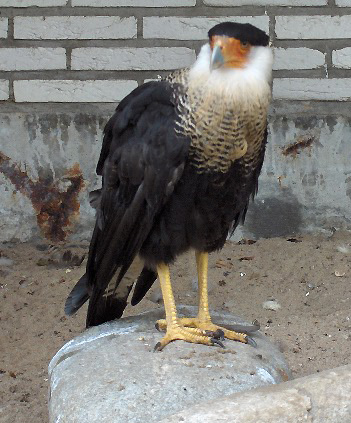
A bóbitás karakara (Polyborus plancus) a karakarák közül az egyetlen faj amelyik Észak-Amerikában is előfordul.

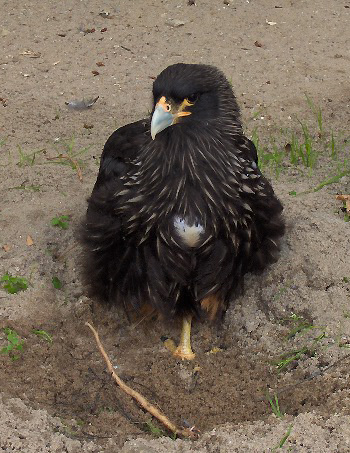
A tűzföldi karakara (Phalcoboenus australis) a Dél-Amerikában általánosan elterjedt karakarák egyik tipikus képviselője.

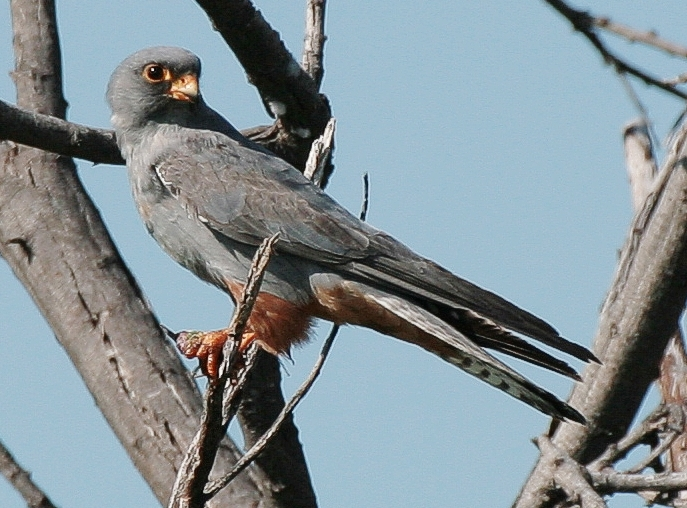
kék vércse (Falco vespertinus)

A sólyomformák (Falconinae) a madarak osztályának a sólyomalakúak (Falconiformes) rendjébe tartozó sólyomfélék (Falconidae) családjának egyik alcsaládja.

## Rendszerezés
A sólyomfélék feltehetően a dél-amerikai kontinensen alakultak ki, legtöbb fajuk ma is ott él. 12 nemükből 7 ma is csak Dél-Amerikában él. A Falco nem képviselői a későbbi korok során kirajzottak Dél-Amerikából és világszerte elterjedtek. A későbbiekben ebből a nemből alakultak ki már az Óvilágban az apró termetű törpesólymok és a verébsólymok.
A sólyomféléken belül a nemek rokonsági foka és az alcsaládrendszer meghatározása nem minden rendszerben egyforma.
Korábban nem különböztettek meg alcsaládokat a családon belül. Később a karakarákat, valamint a kígyászsólymot és az erdeisólymokat elkülönítették alcsaládi szinten is a valódi sólymoktól, vércséktől és törpesólymoktól.
A DNS-szintézisen alapuló vizsgálat kiderítette, a karakarák csak távolabbi rokonaik az erdeisólymoknak, közelebb állnak a valódi sólymokhoz, mint korábban gondolták, így e két csoport együtt alkotja a Falconinae alcsaládot.
Azonban ezen belül kettő nemzetséget (tribusz) különböztetnek meg, melyeknek önálló leszármazási vonaluk van.
Egyik nemzetségbe tartoznak a karakarák, míg a másikba a valódi sólymok. A két nemzetség között összekötő fajként áll a dél-amerikai pettyes törpesólyom (Spiziapteryx circumcinctus), melyet többnyire a valódi sólymok közé sorolnak, de bizonyos tulajdonságaiban a karakarákra is emlékeztet.
Az alcsaládba a következő 2 nemzetség, 10 nem és 57 faj tartozik:

### Karakarák nemzetsége
A karakarák nemzetségébe (Caracarini) a következő 5 nem és 10 élő és egy kihalt faj tartozik:
- Ibycter (Vieillot, 1816) – 1 faj
  - pirostorkú karakara (Ibycter americanus) más néven (Daptrius americanus)

- Daptrius (Vieillot, 1816) – 1 faj
  - fekete karakara vagy sárgatorkú karakara (Daptrius ater)

- Phalcoboenus (d’Orbigny, 1834) – 4 faj
  - fehértorkú karakara (Phalcoboenus albogularis)
  - tűzföldi karakara (Phalcoboenus australis)
  - csíkos karakara (Phalcoboenus carunculatus)
  - hegyi karakara (Phalcoboenus megalopterus)

- Caracara (Merrem, 1826) – 3 faj
  - bóbitás karakara (Caracara plancus vagy Polyborus plancus)
  - Guadeloupe-karakara (Caracara lutosus vagy Polyborus lutosa) – kihalt
  - Caracara cheriway – egyes rendszerekben csak a bóbitás karakara szinonímája.

- Milvago (Spix, 1824) – 2 faj.
  - pásztorkarakara (Milvago chimachima)
  - füstös karakara (Milvago chimango)

### Valódi sólymok
A valódi sólymok (Falconini) nemzetségébe a következő 4 nem és 46 recens és 1 kihalt faj tartozik:
- Spiziapteryx (Kaup, 1852) – 1 faj
  - pettyes törpesólyom (Spiziapteryx circumcinctus)

- Polihierax (Kaup, 1847) – 2 faj
  - hosszúfarkú törpesólyom (Polihierax insignis) más néven (Neohierax insignis)
  - afrikai törpesólyom (Polihierax semitorquatus)

- Microhierax (Sharpe, 1874) – 5 faj
  - indiai verébsólyom (Microhierax caerulescens)
  - Fülöp-szigeteki verébsólyom (Microhierax erythrogenys)
  - feketecombú verébsólyom (Microhierax fringillarius)
  - borneói verébsólyom (Microhierax latifrons)
  - tarka verébsólyom (Microhierax melanoleucus) máshogy (Microhierax melanoleucos)

- Falco (Linnaeus, 1758) – 38 faj
  - Seychelle-szigeteki vércse (Falco araea) más néven (Falco araeus)
  - madagaszkári vércse (Falco newtoni)
  - mauritiusi vércse (Falco punctatus)
  - réunioni vércse (Falco duboisi) – kihalt, 1700 körül
  - rókavércse (Falco alopex)
  - szürke vércse (Falco ardosiaceus)
  - hamvasfejű vércse (Falco dickinsoni)
  - szavannavércse (Falco rupicoloides)
  - karvalyvércse (Falco zoniventris)
  - amuri vércse (Falco amurensis)
  - fehérkarmú vércse (Falco naumanni)
  - vörös vércse (Falco tinnunculus)
  - tarka vércse (Falco sparverius)
  - ausztrál vércse (Falco cenchroides)
  - szunda vércse (Falco moluccensis)
  - kék vércse (Falco vespertinus)
  - keleti kabasólyom (Falco severus)
  - ausztrál kabasólyom (Falco longipennis)
  - kabasólyom (Falco subbuteo)
  - afrikai kabasólyom (Falco cuvieri)
  - hamvas sólyom (Falco concolor)
  - Eleonóra-sólyom (Falco eleonorae)
  - vándorsólyom (Falco peregrinus)
  - sivatagi sólyom vagy berber sólyom (Falco pelegrinoides)
  - Aplomodo-sólyom (Falco femoralis)
  - rozsdásmellű sólyom (Falco deiroleucus)
  - Taita-sólyom (Falco fasciinucha)
  - denevérsólyom (Falco rufigularis)
  - északi sólyom (Falco rusticolus)
  - prérisólyom (Falco mexicanus)
  - Feldegg-sólyom (Falco biarmicus)
  - kerecsensólyom (Falco cherrug)
  - indiai sólyom (Falco jugger)
  - Falco hypoleucos
  - fekete sólyom (Falco subniger)
  - hosszúlábú sólyom (Falco berigora)
  - új-zélandi sólyom (Falco novaeseelandiae)
  - kis sólyom (Falco columbarius)
  - vörösnyakú sólyom más néven vörösfejű sólyom (Falco chicquera)

## Képek

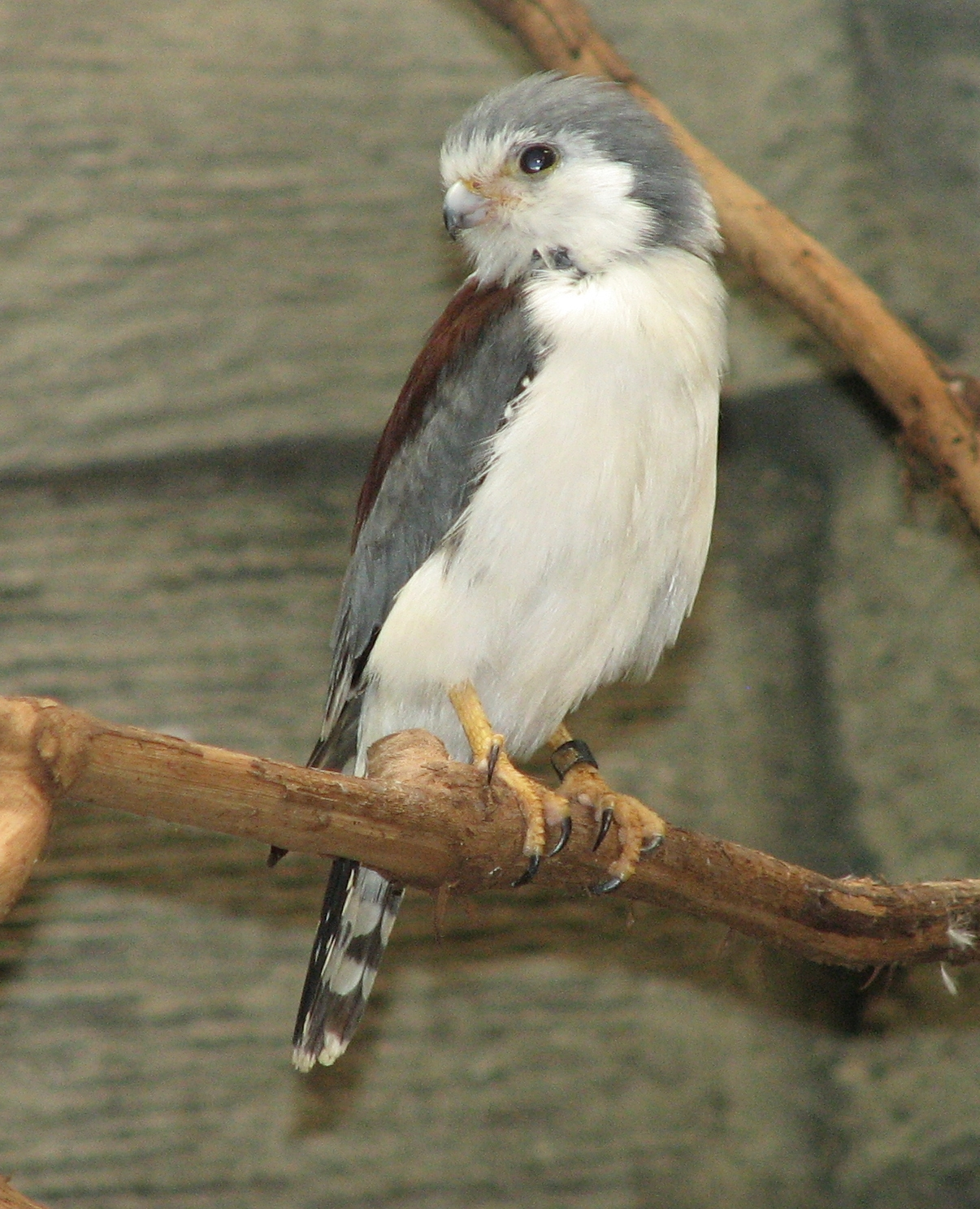
Afrikai törpesólyom (Polihierax semitorquatus)
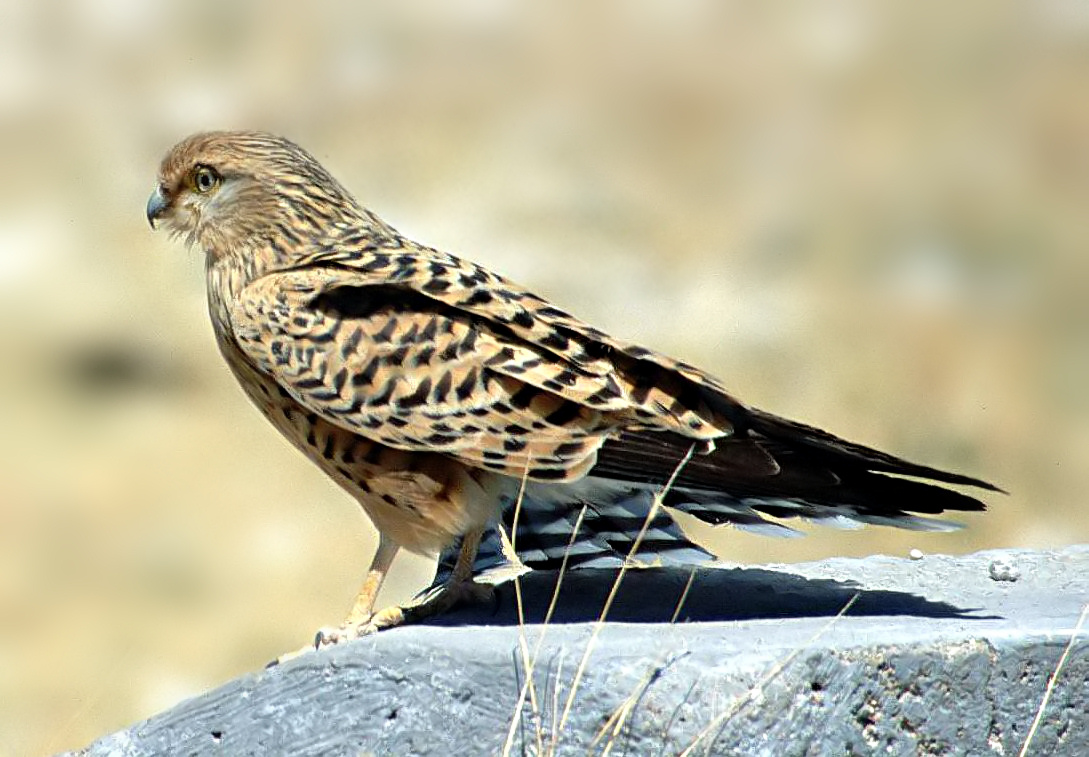
Szavannavércse (Falco rupicoloides)
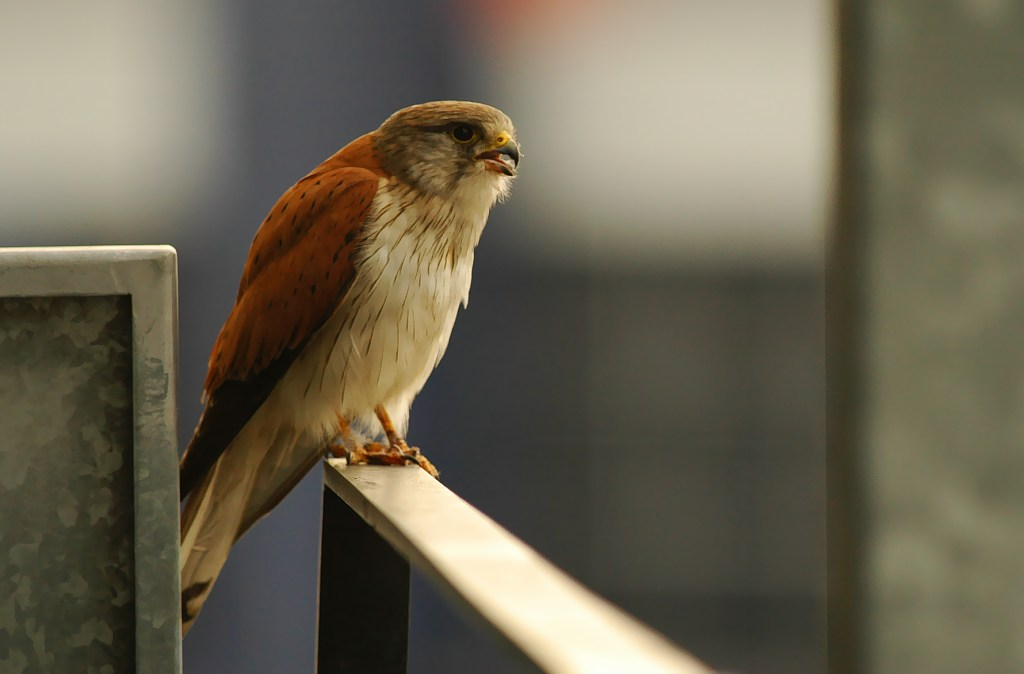
Ausztrál vércse (Falco cenchroides)
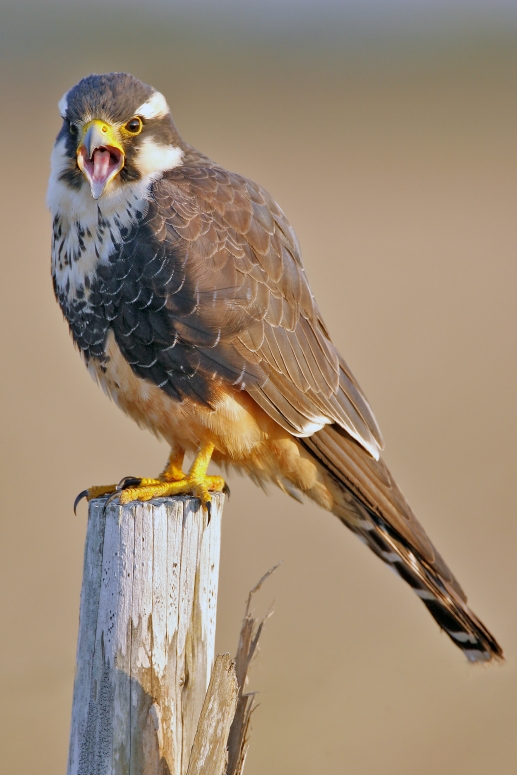
Aplomodo-sólyom (Falco femoralis)
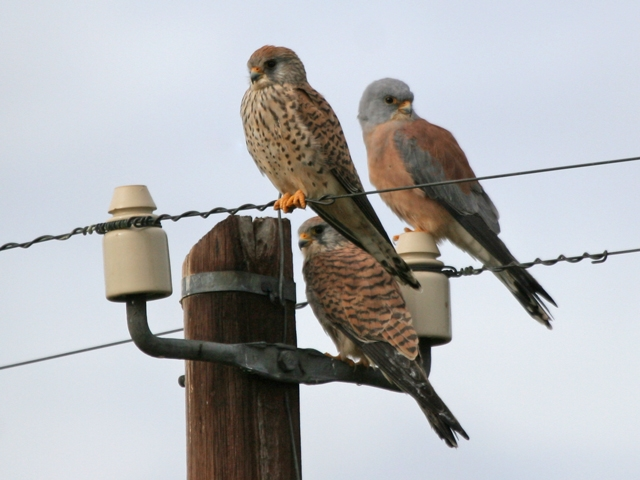
Fehérkarmú vércse (Falco naumanni) Hím és két tojó
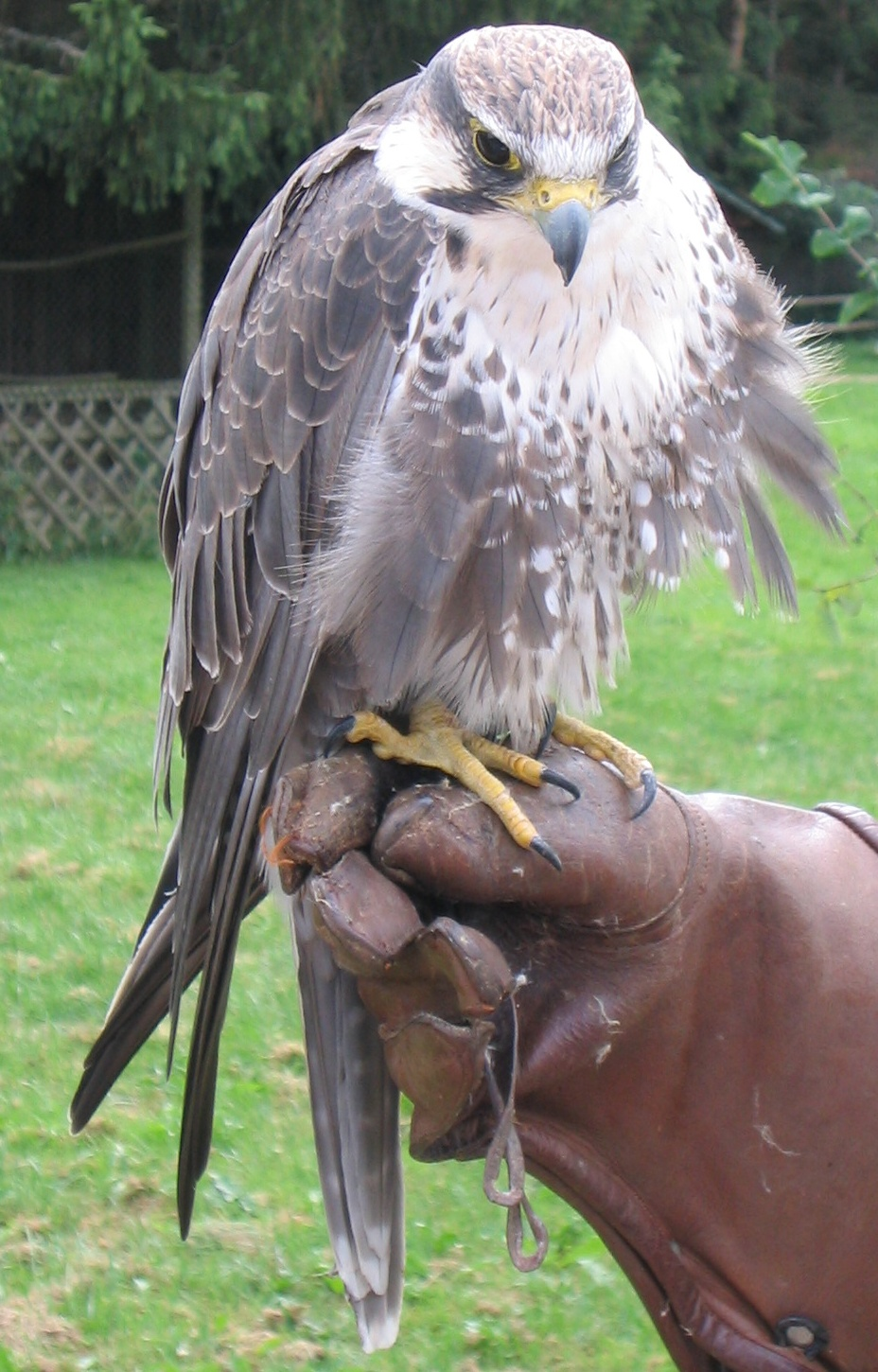
Indiai sólyom (Falco jugger)